# 施瓦本大区
施瓦本大区（德語：Gau Schwaben）成立於1928年10月1日，是納粹德國於1933年至1945年在巴伐利亞施瓦本地區的一個行政區劃。1928年至1933年這是納粹黨在該地區的地區分部。